# Mary Parker (sorcellerie)
Mary Parker a été accusée de sorcellerie pendant les procès des sorcières de Salem, et exécutée par pendaison le 22 septembre 1692 avec plusieurs autres personnes.

## Biographie
Mary Parker était la fille de John Ayer (en), sa fille, Sarah Parker, a également été accusée. Mary Parker avait 55 ans et était veuve. Son mari, Nathan, est décédé en 1685.